# Hans Tilkowski
Hans Tilkowski (Husen, 12 luglio 1935 – 5 gennaio 2020) è stato un calciatore e allenatore di calcio tedesco che ha giocato come portiere nella Germania Ovest.
È morto nel 2020 all'età di 84 anni dopo una lunga malattia.

## Carriera

### Club
Dopo aver militato per sette anni nel Westfalia Herne, nel 1963 viene ingaggiato dal Borussia Dortmund, con la maglia dei gialloneri, dopo aver vinto la Coppa di Germania, nel 1965 viene insignito del premio "Calciatore tedesco dell'anno" e l'anno seguente vince la Coppa delle Coppe. Nel corso della prima stagione - 1963-64 - gioca la semifinale di Coppa dei Campioni contro l'Inter (2-2 e 0-2) e, nel match di ritorno, si infortuna in modo serio alla testa, andando a sbattere contro il palo, alla sua sinistra, per sventare un pericoloso tiro-cross di Jair. Nel 1967 passa all'Eintracht Francoforte dove chiude la carriera nel 1970.

### Nazionale
Debutta nella Nazionale della Germania Ovest nel 1957, fa parte della spedizione tedesca ai Mondiali cileni del 1962 dove però non scende mai in campo; è invece il titolare fra i pali della formazione germanica durante i Mondiali del 1966 in Inghilterra: in tale manifestazione la squadra raggiunse la finale contro l'Inghilterra, dove fu sconfitta 4-2, fu quindi lui a subire uno dei gol fantasma più celebri della storia del calcio, segnato dall'inglese Geoff Hurst.

### Allenatore
Conclusa la carriera da calciatore, ha lavorato come allenatore in tutti gli anni Settanta e fino ai primi anni Ottanta. Ha allenato Werder Brema, Monaco 1860, Norimberga, Saarbrucken e i greci dell'AEK Atene.

## Palmarès

### Squadra

#### Competizioni nazionali
- Coppa di Germania: 1

Borussia Dortmund: 1964-1965

#### Competizioni internazionali
- Coppa delle Coppe: 1

Borussia Dortmund: 1965-1966
- Coppa delle Alpi: 1

Eintracht Frankfurt: 1967

### Individuale
- Calciatore tedesco occidentale dell'anno: 1

1965